# Lucky People Center
Lucky People Center ist ein schwedisches Filmkunst- und Musikerkollektiv um die Musiker und Filmemacher Johan Söderberg und Erik Pauser. Der Name geht auf einen illegalen Club in Göteborg Mitte der 1980er Jahre zurück.

## Werk
Lucky People Center erlangte insbesondere durch die unter diesem Namen veröffentlichten Tonträger und Filme Bekanntheit. Typisch ist die Verwendung von Audio- und Video-Samples. Als Sample-Quellen dienen oft Nachrichten und Fernsehshows.
Die erste Veröffentlichung der Gruppe, eine Maxisingle von 1991 mit dem Titel It's still cloudy in Saudi-Arabia thematisierte den Zweiten Golfkrieg durch die Verwendung von Samples von George H. W. Bush, Harry S. Truman und Norman Schwarzkopf junior. Die nachfolgende Veröffentlichung von 1992 unter dem Titel Rodney King hatte die Vorgänge um Rodney King zum Inhalt. Das Stück wurde von dem Videokünstler Erik Pauser (* 1957) gemeinsam mit dem Musiker Johan Söderberg (* 1962) anschließend auch in einem Video verarbeitet, in dem sowohl der Polizeieinsatz gegen King als auch die anschließenden Ausschreitungen und Reaktionen zu sehen waren und das für den Internationalen Medienkunstpreis 1993 nominiert war. Das Rodney-King-Video war Teil des 30-minütigen Films Information is free, der weitere teils provokante Fernsehbilder mit verschiedenartiger Musik verbindet. Die verwendeten Samples stammen unter anderem von Fernsehpredigern, einer Reportage über eine Hinrichtung und von Desmond Tutu, der die Philosophie des Ubuntu erklärt.
Neben Söderberg werden bei Lucky People Center folgende Musiker genannt: Jean-Louis Huhta, David Österberg und Skander Chand, außerdem eine weitere Zahl von verschiedenen Gastmusikern.
Auf dem ersten Album Welcome to Lucky People Center sind die bisherigen Veröffentlichungen und die Titel des Films Information is free enthalten. Die folgenden Veröffentlichungen der Gruppe wendeten sich musikalisch überwiegend Ambient und Trance zu, wobei weiterhin zahlreiche Samples Eingang fanden, so unter anderem von John F. Kennedy, Timothy Leary, des Holocaustleugners Fred A. Leuchter (der eine Hinrichtungsmaschine erklärt) und anderen. Die Gruppe hat auch Remixe für andere Künstler erstellt, so im Jahr 1995 für den Titel Great Blondino von Johan Renck und 1998 einen Video-Remix des Titels Timber von Coldcut.
Im Jahr 1999 entstand der Musikfilm Lucky People Center International unter der Regie von Erik Pauser und Johan Söderberg. In einer filmischen Reise um den Globus vermittelt der Film Eindrücke von den verschiedensten Menschen und Kulturen. So treten unter anderem die Pornodarstellerin Annie Sprinkle, der Führer der Zulu Nation Cashus D, ein tibetanischer Mönch und viele andere auf, deren Äußerungen mit der begleitenden Musik synchronisiert sind und teilweise als Samples in diese einfließen.
Johann Söderberg hat sich seitdem insbesondere als Regisseur von Musikvideos einen Namen gemacht, der Projektname Lucky People Center fand jedoch seitdem keine Verwendung mehr.

## Diskographie
- 1993 – Welcome To Lucky People Center (Album)
- 1995 – Interspecies Communication (Album)
- 1995 – Sundance (MCD)
- 1996 – To the space (MCD)
- 1999 – Interference (Album)
- 1999 – International (Album)

## Filmographie
- 1994: Information is free
- 1999: Lucky People Center International (neu herausgebracht 2006)